# Pegazusok Nem Léteznek
A Pegazusok Nem Léteznek 2011-ben alapított magyar könnyűzenei együttes, melynek tagjai Ács Eszter (ének), Lázár Domokos (ének, gitár), Horváth Kristóf (gitár, billentyű), Lázár Ágoston (dob) és Németh Róbert (basszusgitár) voltak. A zenekar 2019-ben megszűnt.
A zenekar stílusára hatással volt az 1980-as évek magyar alternatív rock zenéje, valamint a Trabant, az Európa Kiadó, a Balaton, a The xx, a The Kills és a Metronomy zenekarok.

## Története
A Pegazusok Nem Léteznek 2011-ben alakult meg kétszemélyes felállással; Lázár Domokos, az Esti Kornél alapítója, valamint színművész szakos barátnője, Ács Eszter énekes-billentyűs alkotta az eredeti formációt. Kiadó című daluk bekerült a Quart zenei portál 2011 legjobb 25 magyar zeneszámát tartalmazó válogatásába. Lázár 2012-ben így fogalmazott a zenekar stílusáról: „[…] azt mondták eddig, hogy »lo-fi«, meg hálószobazene. Szóval valami olyan, ami nem nagyszabású. Kicsi zene.”
2012-ben megjelent az együttes első középlemeze Szomorú számok címmel, amelyen négy dal szerepel – Kiadó, Naíva, Kifordítani, Nem tudom. Rónai András, a Quart kritikusa szerint a kiadvány számaiban „ott van az erőteljes, monoton basszus-dob, ami tulajdonképpen viszi a számokat, és a körkörös gitár csak hozzáad; na meg a szerethetően személyes ének”. A középlemezt beválogatták a Recorder zenei portál 2012 kedvenc 25 magyar EP-jét tartalmazó listájába. A Kiadó című dalhoz videóklip is készült.
2012 végén a zenekar négytagúra bővült, csatlakozott hozzá Németh Róbert, a Heaven Street Seven egykori basszusgitárosa, illetve Lázár Domokos öccse, a szintén az Esti Kornél tagja, Lázár Ágoston. 2014 áprilisában a Megadó Kiadó gondozásában megjelent az együttes első nagylemeze. A cím nélküli, minimalista borítóval rendelkező albumra tíz szám került fel. A Recorder kritikusa „karakteres debütálásként” jellemezte a megjelenést, és így írt a lemezről: „[a zenekarra jellemző] melankolikus-minimalista, intim hangulat idővel egyre dúsabb hangszerelésű, nagyobb térben játszó dalokkal bővült, a most megjelenő […] album […] már mindezek ragyogó összegzése”. Az Így vonulunk be című Európa Kiadó-feldolgozással közreműködtek az együttes Jó lesz… ’84 című lemeze megjelenésének 30. évfordulójára 2014 decemberében kiadott Jó lesz… ’14 feldolgozásalbumon.
2014 decemberében Mindig sötét van címmel a Pegazusok Nem Léteznek kiadta második, két dalt tartalmazó középlemezét. Időközben csatlakozott a zenekarhoz Horváth Kristóf, az Esti Kornél gitárosa is.
A zenekarnak ezt követően még két kislemeze jelent meg, 2015-ben Tűnődöm és 2016-ban Menekülök címmel.
2019-ben a zenekar megszűnt, búcsúkoncertjét az A38 Hajón adta 2019. november 8-án.